# Patrick Murray (Sportschütze)
Patrick Brian Murray (* 11. März 1945 in London, Vereinigtes Königreich; † 3. Juli 2021) war ein australischer Sportschütze. 

## Leben
Patrick Murray startete bei den Olympischen Spielen 1992 und 1996 im Wettkampf mit der Schnellfeuerpistole. In gleicher Disziplin nahm er auch an mehreren Ausgaben der Commonwealth Games teil, wo er insgesamt 4 Gold-, 2 Silber- und eine Bronzemedaille gewann. Zudem wurde er 1988, 1991 und 1995 Ozeanienmeister über 25 Meter mit der Schnellfeuerpistole.